# El Rosario (Messico)
El Rosario è  una municipalità dello stato di Sinaloa, nel Messico settentrionale, il cui capoluogo è la località omonima.